# Técnica de Shouldice
A técnica de Shouldice é utilizada para, por meio cirúrgico, proceder ao tratamento da hérnia inguinal.
Trata-se da imbricação em jaquetão (multicamadas) da parede posterior do canal inguinal com suturas contínuas em 3 ou 4 planos, do plano mais profundo para o mais superficial.
As linhas de sutura iniciais levam o o folheto lateral do arco aponeurótico do músculo transverso abdominal ao trato íleo-púbico (lig. de Thomson) e o folheto medial ao ligamento inguinal, a seguir, o obliquo interno e o transverso sao suturados ao ligamento inguinal.